# Raphia obsoleta
Raphia obsoleta är en fjärilsart som beskrevs av Igor Kozhanchikov 1950. Raphia obsoleta ingår i släktet Raphia och familjen nattflyn. Inga underarter finns listade.